# Свят
Вижте пояснителната страница за други значения на Свят.
Светът е съвкупността от материалната действителност; вселена, т.е. всичко, което се отнася до вселената, което конституира реалността.
В тесен смисъл (за разлика от вселена) с думата свят наричаме планетата Земя от антропоцентрична, човешка гледна точка, като общество на хората („страните на света“, „карта на света“). Това название се използва за описване на човешката история и опит („световна история“, „най-големият в света“), докато названието „Земя“ се използва във физически смисъл и за да я различим от другите планети.
Думата „свят“ („световен“) противопоставя глобалната (общочовешка, универсална) перспектива на социалната, регионална и т.н. частна гледна точка; напр. международна общност в смисъл на всички страни по света, но понякога и различни групи държави, обединени по различни икономически, политически и идеологически характеристики („третият свят“, ООН). Употребява се за по-тесни общности, като се подчертава тяхната сложност, самодостатъчност и оригиналност; напр. за културните общности през Pax Romana, „китайски свят“ (в смисъл на китайска културна сфера в Източна Азия), а в преносен смисъл – светът на модата, литературният свят, в света на животните.
Думата „свят“ се използва метафорично и спрямо системи извън пределите на Земята, особено в научнофантастичен контекст, напр. обитаеми светове. Някои автори като Карл Сейгън използват термина светове, за да ни отпратят към небесните тела.

## Етимология
Българската дума свят е пряк наследник на старобълг. свѣтъ – „светлина“ и „свят“, която произлиза от праславянската *světъ – „светлина“. Сравнете със староинд. śvetaṣ, авест. sраētа – „светъл, бял“ (от ИЕ *k^uoit-o-), лит. šviеsti, šviečiа – „свети“, švitėti – „блести“, староинд. śvitrás – „бял“, староперс. sipihr – „небе“, гот. ƕeits, старосканд. hvītr, староангл. hwīt, старосакс. hwīt, старогорнонем. hwiʒ – „бял“ от ИЕ *k^uit-.
От изброените примери е очевидно, че възприетата в новобългарски език постановка за променливо я не е коректна относно едносрични думи, в които участва звук обозначен с буквата ѣ (-йе,-ie, -ье, но не и -ia).
Неразрешените спорове се доказват от логичен анализ – сравняване на сходни възприети промени, като например брѣг, преминало в бряг, но запазващо формата при членуване 'брегът', както и при ненужно въвеждане на омонима свѣт, при преминаването към „свят“ (дума с равностоен фонетичен състав на „свят“, в етимологичното значение за духовно чист, непорочен).
Етимологично, свят е дума, която е обвързана смислово с духовен възглед, или религиозна трактовка, а в нейния корен е „свiт“<=>„свi-ат“=>„свят“ (изразите „този свят човек“ и „този свят“ сигурно са доста трудно обясними за чуждоезичните преводачи от български).
И в старобългарския, и в новобългарския, свят (свiат) и свет (свѣт) са думи с близък звуков състав, но различни по значение, но в страробългарския са се изписвали и произнасяли по различен начин, който е ясно обозначен и в правописните норми. Докато в новобългарския са въведени двусмислени и неясни, спрямо логическата обосновка и аргументация, правила.